# El Maine
El Maine (în arabă الماين) este o comună din provincia Aïn Defla, Algeria.
Populația comunei este de 12.835 de locuitori (2008).